# ITunes Live from London

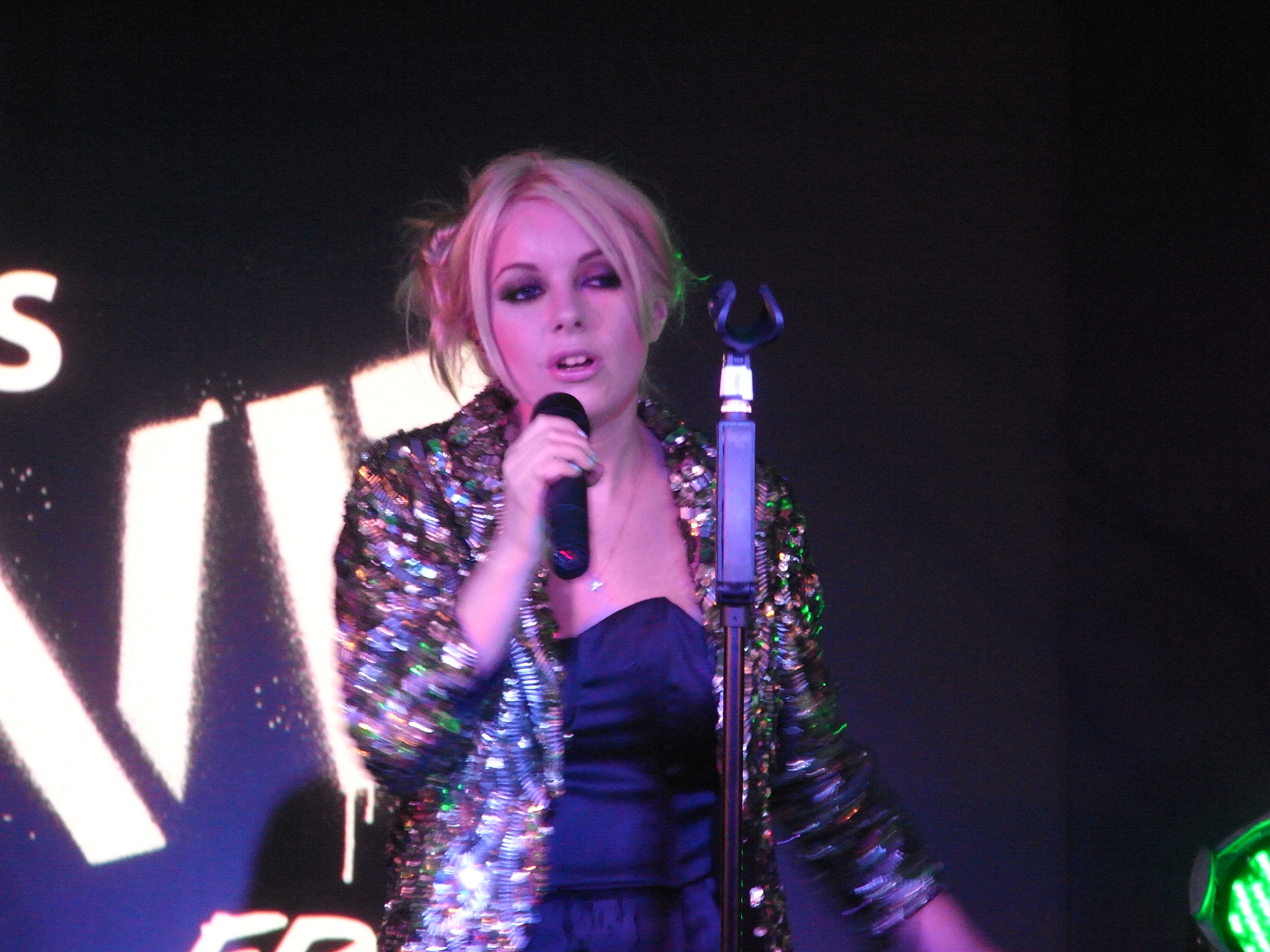
Little Boots na koncercie zarejestrowanym na tym albumie

iTunes Live from London − trzeci, koncertowy minialbum angielskiej piosenkarki Little Boots, wydany na iTunes 1 czerwca 2009 r. Płytę nagrano w Apple Store w Londynie 26 maja 2009 r.

## Lista utworów
1. "New in Town" – 3:29
2. "Stuck on Repeat" – 5:50
3. "Meddle" – 3:52
4. "Earthquake" – 4:17